# Кожухово (Рязанская область)
Кожухово — опустевшая деревня в Кадомском районе Рязанской области. Входит в Енкаевское сельское поселение.

## География
Находится в восточной части Рязанской области на расстоянии приблизительно 12 км на север-северо-восток по прямой от районного центра поселка Кадом на правом берегу реки Мокша.

## История
В 1862 году здесь (тогда деревня Темниковского уезда Тамбовской губернии) было учтено 9 дворов. Известна с 1767 года, когда здесь было 13 дворов. Она принадлежала помещикам князю Е. П. Кильдишеву, Ф. М. Бахтыгозину и однодворцам. В 1924 году в Кожухове было 30 хозяйств. В советское время работали колхоз «Пионер». В 1996 году еще было отмечено 1 личное хозяйство.

## Население
Численность населения: 83 человека (1767), 65 (1862 год), 180 (1924), 3 (1996), 0 как в 2002 году, так и в 2010.